# Saitama Seibu Lions
Saitama Seibu Lions (埼玉西武ライオンズ Saitama Seibu Raionzu) là một câu lạc bộ bóng chày chuyên nghiệp thưộc chi giải Pacific League của Giải Bóng chày chuyên nghiệp Nhật Bản (NPB) ở Tokorozawa, tỉnh Saitama, Nhật Bản. Trước năm 1979, CLB đóng quân tại Fukuoka, Fukuoka, vùng Kyushu. Sở hữu CLB là Công ti Đường sắt Seibu, một công ty con của tập đoàn Seibu Holdings.
CLB, thường được biết đến với một giai đoạn thống trị Pacific League và NPB ở thập niên 1980 tới đầu thập niên 1990, đã dành chức vô địch Pacific League 23 lần, trong đó 13 lần dành danh hiệu Nippon Series trong lịch sử. Họ còn dành chức vô địch Asia Series năm 2008.
Từ năm 1978 tới năm 2008, logo và linh vật của CLB được dựa vào phiên bản trưởng thành của nhân vật Sư tử Kimba trong bộ anime và manga của tác giả Tezuka Osamu . Năm 2004, cựu cầu thủ của Lions là Matsui Kazuo trở thành cầu thủ chơi vị trí sân trong người Nhật đầu tiên thi đấu tại Major League Baseball.